# Санта Маргерита Лигуре
Санта Маргерѝта Лѝгуре (на италиански: Santa Margherita Ligure; на лигурски: Santa Margaita, Санта Маргерита) е пристанищен град и община в Северна Италия, провинция Генуа, регион Лигурия. Разположен е на брега на Лигурско море, на лигурското Източно крайбрежие. Населението на общината е 9639 души (към 2011 г.).